# كيسان
كيسان هي عبارة عن جماعة قروية تحتوي على عدد محترم من الدواوير.تنتمي كيسان لإقليم تاونات الجبلي. تضم هذه القرية 13.712 نسمة (إحصاء 2004). ويعتمد سكان هذه الجماعة على الفلاحة والرعي .فيما بدأت تنتشر في الاونة الاخيرة زراعة ما يعرف بالقنب الهندي.وتتميز أيضابمسالكها الوعرة .وهي من بين المناطق الاكتر تهميشا بالتراب الوطني